# Seeleyosaurus
Seeleyosaurus es un género extinto de plesiosaurio. Se conoce a partir de un esqueleto casi completo encontrado en el Grupo Lias del Toarciense en Württemberg, Alemania. Hexa  
Parece haber la impresión de un pliegue de piel romboidal en un plano vertical; si fuese el caso, muchos plesiosaurios también pudieron haber sido dotados con estas características. El fósil fue destruido durante la Segunda Guerra Mundial y solo existe un molde en la actualidad. Un segundo espécimen, conservado en 3D, ha sobrevivido hasta hoy. 

## Clasificación
El siguiente cladograma sigue un análisis de Ketchum & Benson, 2011.

## Véase también

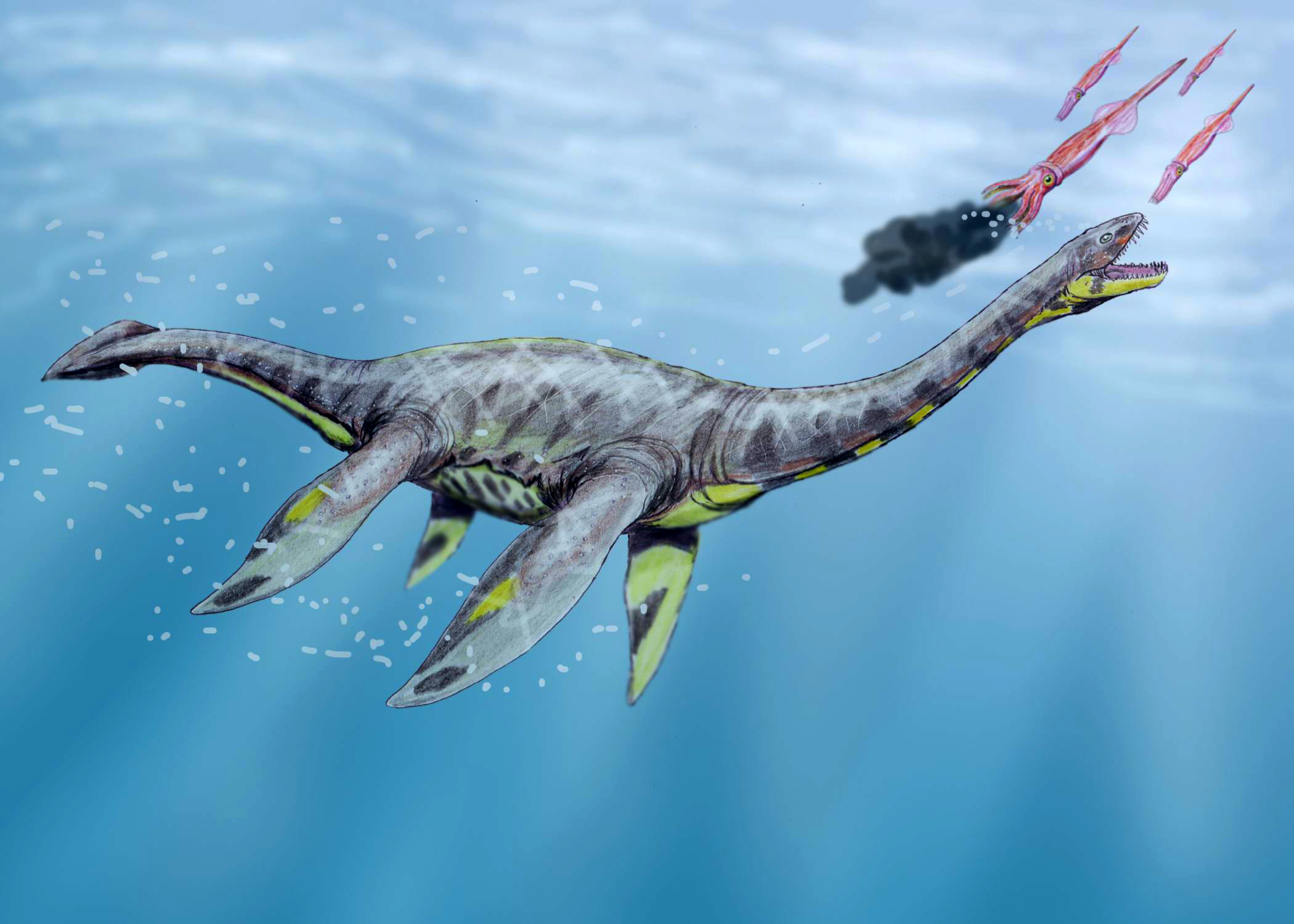
Representación artística de un Seeleyosaurus.